# 瓦良卡山脈

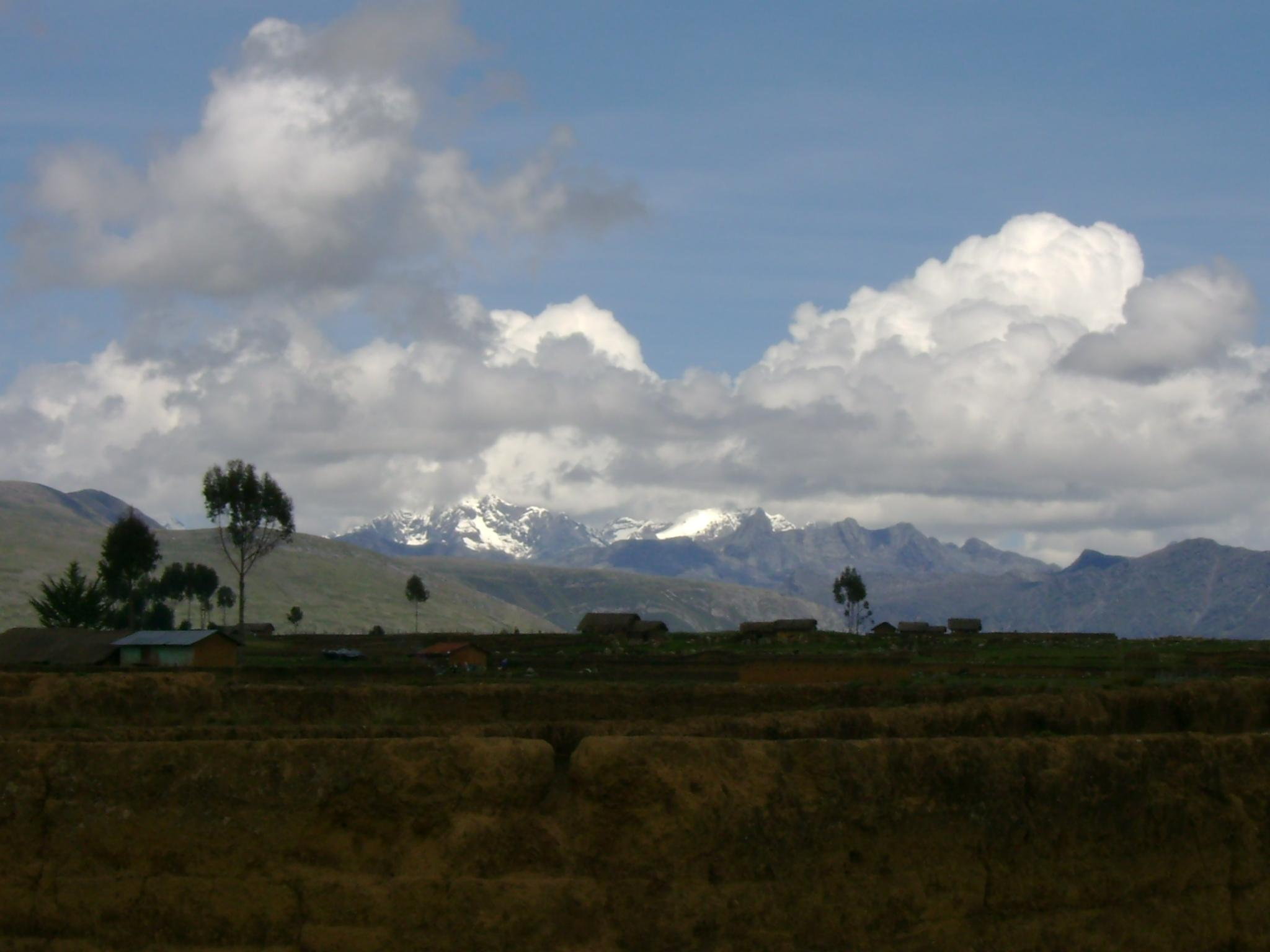

瓦良卡山脈是秘魯的山脈，位於布蘭卡山脈和瓦伊瓦什山脈之間，屬於安第斯山脈的一部分，由安卡什大區負責管轄，全長19公里，最高點海拔高度5,470米。